# Geórgios Bartzókas
Geórgios Bartzókas (grec moderne : Γεώργιος Μπαρτζώκας), parfois appelé Yórgos Bartzókas (Γιώργος Μπαρτζώκας), né le 11 juin 1965 à Athènes, est un joueur grec de basket-ball reconverti en entraîneur.

## Biographie

### Joueur
Il joue au Maroússi BC de 1981 à 1992.

### Entraîneur
Bartzókas entraîne l'Olýmpia Lárissa (2006-2009), puis le Maroússi BC (2009-2010).
Il réalise une bonne saison avec le Paniónios BC qu'il mène en demi-finale du championnat grec où ils sont battus par l’Olympiakós.
En 2012, il devient entraîneur de l’Olympiakós Le Pirée (où il remplace Dušan Ivković), et il parvient à gagner l'Euroligue en battant le Real Madrid en finale.
En octobre 2014, il quitte Olympiakos à la suite d'une agression de la part de supporters mécontents après une défaite en Coupe contre Panathinaikos.
En été de 2015, il rejoint le club russe de Lokomotiv Kouban-Krasnodar qu'il mène en Final Four de l'Euroligue.
En juillet 2016, il est recruté par le FC Barcelone où il remplace Xavi Pascual. Il est le premier entraîneur grec sur le banc de Barcelone. Le Barça ne participe ni aux playoffs de l'Euroligue, ni à la lutte pour le titre de champion d'Espagne et Bartzókas est limogé en juin 2017 et remplacé par Sito Alonso.
Bartzokas rejoint le BC Khimki Moscou au début de la saison 2017-2018 et le club réalise un bon parcours en Euroligue, aidé par ses meilleurs joueurs : Alexeï Chved et Anthony Gill. La saison suivante, à cause de plusieurs joueurs blessés, le Khimki peine en Euroligue. Bartzokas est licencié en janvier 2019 et remplacé par Rimas Kurtinaitis.
En janvier 2020, Kęstutis Kemzūra est remplacé au poste d'entraîneur de l'Olympiakós par Bartzókas. Son contrat court jusqu'à la fin de la saison 2021-2022.

## Palmarès

### Entraîneur
Avec l’Olympiakós Le Pirée :
- Euroligue : 2013
- Coupe Intercontinentale : 2013
- Vainqueur de la coupe de Grèce 2022
- Champion de Grèce en 2022, 2023 et 2025

### Récompenses personnelles
- Entraîneur de l'année en Grèce : 2010
- Meilleur entraîneur de l'Euroligue : 2013, 2022, 2023